# Mesoleptus infirmus
Mesoleptus infirmus är en stekelart som först beskrevs av Forster 1876.  Mesoleptus infirmus ingår i släktet Mesoleptus och familjen brokparasitsteklar. Inga underarter finns listade i Catalogue of Life.